# Гузенко, Иван Георгиевич
Иван Георгиевич Гузенко (1911 — 26 июня 1956) — специалист сварочных работ, лауреат Ленинской премии. Член ВКП(б)/КПСС с 1940 г.

## Биография
Родился в семье железнодорожного рабочего. В 1929—1932 гг. работал слесарем.
В 1932 г. без отрыва от производства окончил подготовительные курсы. С 1932 по 1938 год учился в Томском индустриальном институте, получил специальность инженер-механик сварочного производства. Работал на Новокраматорском машиностроительном заводе (НКМЗ) старшим инженером по сварке.
Участник Великой Отечественной войны — командир взвода, батареи, помощник начальника штаба артиллерийского полка.
После демобилизации вернулся на Новокраматорский машиностроительный завод им. Сталина, работал начальником бюро сварки, начальником цеха металлоконструкций, а затем начальником отдела сварки.
Сотрудничал с учёными Института электросварки им. Е. О. Патона в области разработки и внедрения нового способа электрошлаковой сварки толстого металла и замены крупногабаритных трудоемких литых конструкций сварными и сварнолитыми. Под его руководством на Новокраматорском машиностроительном заводе было организовано производство сварных станин мощного прессового оборудования валов гидротурбин и станин прокатных станов.
Скоропостижно умер 26 июня 1956 года.

## Награды и звания
- Ленинская премия (1957 год, посмертно) — за участие в создании и внедрении в тяжелое машиностроение электрошлаковой сварки.
- Орден Отечественной войны II степени;
- Медали.